# Полковник Редл
„Полковник Редл“ (на немски: Oberst Redl) е унгарско-западногермански биографичен филм от 1985 година на режисьора Ищван Сабо по негов сценарий в съавторство с Петер Добаи, базиран на пиесата „Патриот за себе си“ (1965) на Джон Озбърн.
Основа на сюжета е животът на Алфред Редл, началник на военното контраразузнаване на Австро-Унгария в навечерието на Първата световна война, който е разкрит като руски шпионин, но филмът не следва плътно историческите факти. Със своята лоялност към монархията и лични способности главният герой преодолява пречките на социален и етнически произход и на своята сексуална ориентация, достигайки високи позиции в йерархията, но попада в неумолимия механизъм на сложни политически интриги, които го принуждават да сложи край на живота си. Главните роли се изпълняват от Клаус Мария Брандауер, Армин Мюлер-Щал, Гудрун Ландгребе, Ян Никлас.
„Полковник Редл“ получава наградата на БАФТА за чуждоезичен филм и е номиниран за „Оскар“ за чуждоезичен филм, „Златна палма“ и „Златен глобус“ за чуждестранен филм.